# Хроничан живот
„Хроничан живот” је југословенски ТВ филм из 1977. године. Режирао га је Владимир Андрић који је написао и сценарио.

## Улоге
| Глумац            | Улога |
| ----------------- | ----- |
| Александар Берчек |       |
| Злата Нуманагић   |       |
| Милан Пузић       |       |